# Distrito de Rottal-Inn
Rottal-Inn es uno de los 71 distritos en que está dividido administrativamente el estado alemán de Baviera.

## Ciudades y municipalidades
| ciudades | Verwaltungsgemeinschaften                                 | municipalidades |
| --- | --------------------------------------------------------- | --- |
| 1. Eggenfelden 2. Pfarrkirchen 3. Simbach am Inn Ciudades mercado (Markt) 1. Arnstorf 2. Bad Birnbach¹ 3. Gangkofen 4. Massing¹ 5. Tann¹ 6. Triftern 7. Wurmannsquick ¹ administrado dentro de un Verwaltungsgemeinschaft | 1. Bad Birnbach 2. Ering 3. Falkenberg 4. Massing 5. Tann | 1. Bayerbach 2. Dietersburg 3. Egglham 4. Ering 5. Falkenberg 6. Geratskirchen1 7. Hebertsfelden 8. Johanniskirchen 9. Julbach 10. Kirchdorf am Inn 11. Malgersdorf 12. Mitterskirchen 13. Postmünster 14. Reut 15. Rimbach1 16. Roßbach 17. Schönau 18. Stubenberg1 19. Unterdietfurt 20. Wittibreut 21. Zeilarn ¹ administrado dentro de un Verwaltungsgemeinschaft |